# Енергія розриву хімічного зв'язку
Енергія хімічного зв'язку (Енергія розриву хімічного зв'язку) — кількість енергії необхідна для повного розриву ковалентного зв'язку у молекулі. При такому розриві утворюються два радикали (гомоліз). Величина енергії позначається у джоулях на моль сполуки та описує силу зв'язку. При розриві усіх зв'язків складної сполуки уживають вираз енергії атомізації — енергії усіх хімічних зв'язків, тобто тепловому ефекту розщепленню речовини на вільні атоми. Енергія атомізації є протилежною за знаком до атомарної енергії утворення. Молярна енергія йонних кристалів описується енергією ґратки.

Для простих речовин, молекули яких складаються із двох атомів, зв'язаних одинарним зв'язком, енергія атомізації дорівнює енергії хімічного зв'язку. Так, енергія дисоціації молекул водню на вільні атоми ΔHдис = 435 кДж/моль, звідки енергія хімічного зв'язку H-H: Езв. H-H = 435 кДж. Енергія дисоціації молекул хлору Cl2: ΔHдис = 243 кДж/моль і Езв. Cl-Cl = 243 кДж. Енергія розриву хімічного зв'язку C−H зв'язку в етані визначена як зміна ентальпії у процесі:
CH3CH2–H → CH3CH2• + H•,
Езв,298(CH3CH2−H) = ΔH° = 101.1(4) ккал/моль = 423.0 ± 1.7 кДж/моль = 4.40(2) еВ (на зв'язок).

Використовують різну техніку експериментального визначення енергії хімічного зв'язку: спектроскопію, кінетичні методи, колориметрію, електрохімічні методи. Більшість відомих значень визначені з похибкою 4-10 кДж/моль.
Величина енергії розриву хімічного зв'язку пов'язана також і з міжатомними відстанями (чим більші відстані, тим менша енергія), полярністю (полярні зв'язки сильніші ніж неполярні) та типом зв'язку (одинарний зв'язок легше розірвати ніж подвійний.

## Таблиця
| Галогени |     |     |
| Зв'язок  | ΔH  | d   |
| F−F      | 159 | 142 |
| Cl−Cl    | 242 | 199 |
| Br−Br    | 193 | 228 |
| I−I      | 151 | 267 |
| Br−Cl    | 219 | 214 |
| Br−F     | 249 | 176 |
| Br−I     | 178 |     |
| Cl−F     | 253 | 163 |
| Cl−I     | 211 | 232 |

| з Воднем |     |     |
| Зв'язок  | ΔH  | d   |
| H−C      | 413 | 108 |
| H−O      | 463 | 97  |
| H−N      | 391 | 101 |
| H−P      | 322 | 142 |
| H−S      | 367 | 134 |
| H−F      | 567 | 92  |
| H−Cl     | 431 | 128 |
| H−Br     | 366 | 141 |
| H−I      | 298 | 160 |

| з Вуглецем |     |     |
| Зв'язок    | ΔH  | d   |
| C−H        | 413 | 108 |
| C−O        | 358 | 143 |
| C=O        | 745 | 122 |
| C−N        | 305 | 147 |
| C=N        | 615 | 130 |
| C≡N        | 891 | 116 |
| C−P        | 264 | 184 |
| C−S        | 272 | 182 |
| C=S        | 536 | 189 |
| C−F        | 489 | 138 |
| C−Cl       | 339 | 177 |
| C−Br       | 285 | 194 |
| C−I        | 218 | 214 |

| з Киснем |     |     |
| Зв'язок  | ΔH  | d   |
| O=N      | 607 |     |
| O−N      | 201 | 136 |
| O−P      | 335 | 154 |
| O=S      | 420 | 143 |
| O−F      | 193 | 142 |
| O−Cl     | 208 | 170 |
| O−Br     | 234 |     |
| O−I      | 234 |     |

| Однакові елементи |     |     |
| Зв'язок           | ΔH  | d   |
| C−C               | 348 | 154 |
| C=C               | 614 | 134 |
| C≡C               | 839 | 120 |
| H−H               | 436 | 74  |
| N−N               | 163 | 146 |
| N=N               | 418 | 125 |
| N≡N               | 945 | 110 |
| O−O               | 146 | 148 |
| O=O               | 498 | 121 |
| P−P               | 172 | 221 |
| S−S               | 255 | 205 |